# 有磨村
有磨村（ありまむら）は、広島県芦品郡にあった村。現在の福山市の一部にあたる。

## 地理
芦田川支流・有地川の上中流域に位置していた。

## 歴史
- 1889年（明治22年）4月1日、町村制の施行により、芦田郡柞磨村、上有地村、下有地村が合併して村制施行し、有磨村が発足[1][3]。旧村名を継承した柞磨、上有地、下有地の3大字を編成[3]。
- 1898年（明治31年）10月1日、郡の統合により芦品郡に所属[1][3]。
- 1955年（昭和30年）4月1日、芦品郡福相村と合併し、町制施行し芦田町を新設して廃止された[1][3]。

### 地名の由来
合併村名の各一文字を組み合せたもの。

## 産業
- 農業、養蚕[3]

## 教育
- 1892年（明治25年）有磨尋常高等小学校設置[3]。